# 韓燁
韓燁（1990年5月5日—），吉林吉林市人，中国女演员。2014年主演《謊言的誘惑》宣璐璐，於2018年《知否？知否？应是绿肥红瘦》劇中飾演丹橘，2020年飾演《月上重火》中朱砂。

## 演出作品

### 電視劇
- 愛的多米諾 2013[4]
- 溫柔的誘惑 2014
- 謊言的誘惑 2014
- 知否？知否？應是綠肥紅瘦 2018 - 丹橘
- 琉璃2020 - 旭鳳
- 月上重火 2020 - 硃砂
- 约定(網絡劇) 2021
- 覆流年 2022 - 冬青